# Shining Force: Resurrection of the Dark Dragon
Shining Force: Resurrection of the Dark Dragon est un jeu vidéo tactical RPG sorti en 2004 sur Game Boy Advance. Le jeu a été développé par Amusement Vision (un studio Sega) et édité par THQ, il s'agit d'un remake du jeu Shining Force.

## Différences avecShining Force
Les changements sont avant tout graphiques, les personnages ayant entièrement été redessinés ils apparaissent dans un style différent (ressemblant moins à du pixel-art) lors des combats.
D'autres détails diffèrent du jeu original, les magies qui régénèrent l’énergie offrent par exemple plus de points d'expérience aux personnages qui les effectuent.